# 旧日清汽船上海支店ビル

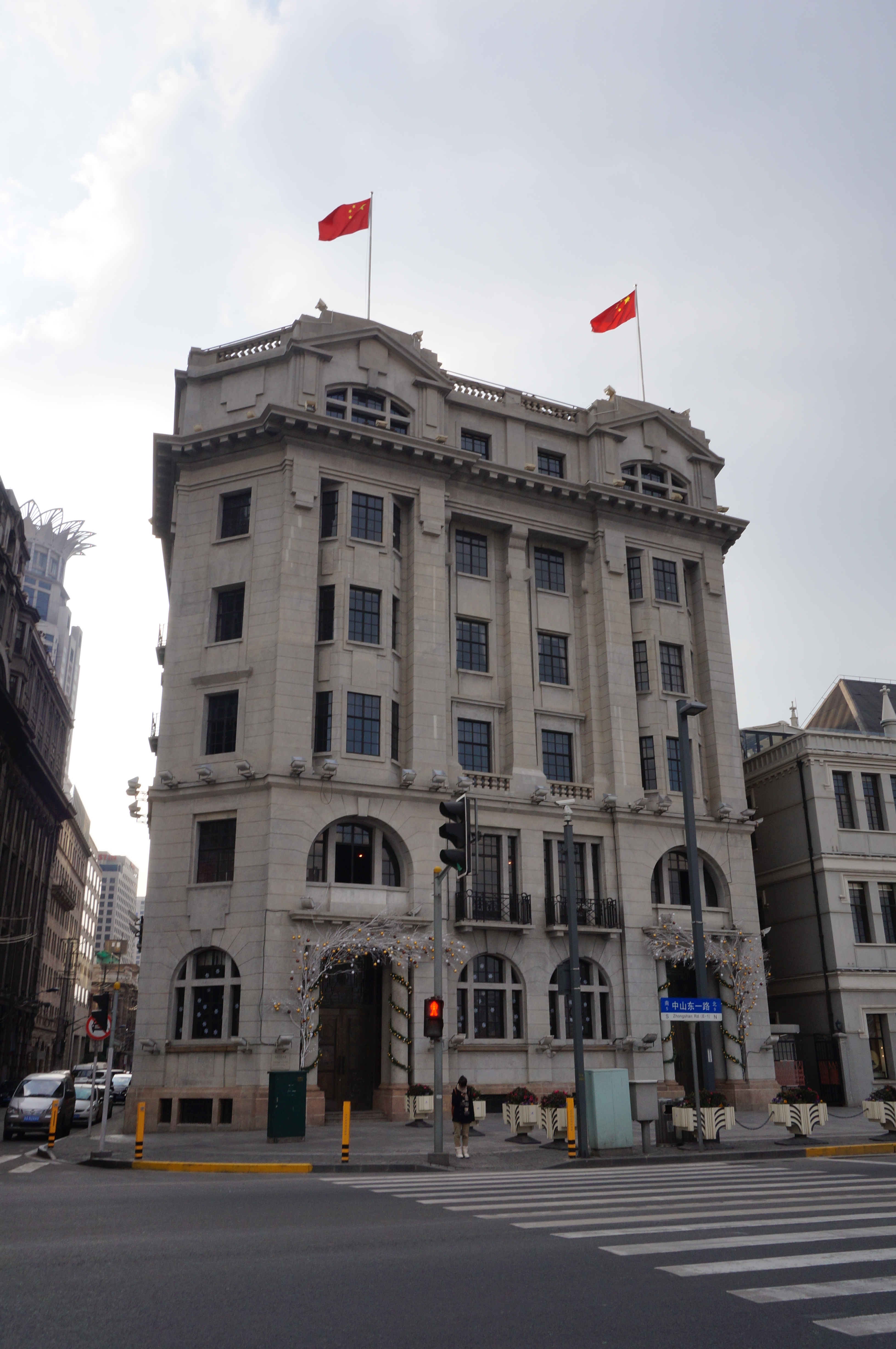
旧日清汽船上海支店ビル

旧日清汽船上海支店ビル（にっしんきせんシャンハイしてんビル）は、上海外灘にある建物。外灘の土地の番号から外灘5号などとも呼ばれる。日本資本の海運会社、日清汽船株式会社と、ユダヤ系の商人が資本を出し合って建設した。建設は有名な英国資本の企業であるジョンソン&モリス。
1921年から1925年に建設され、ビルは6階建て、建築面積は1280m2、延べ床面積は5484m2であった。正面から見ると3段に分かれており、装飾は少な目。5階と6階の間に庇のようなものがついており、此処には特徴的な一定の掘り込みが刻まれている。なお、日清汽船は漢口にも社屋を持っていた。
このビルは一時期海運局が使用し、その後華夏銀行上海支店が使用した時期もあった。